# Janesville (condado de Rock, Wisconsin)
Janesville es un pueblo ubicado en el condado de Rock en el estado estadounidense de Wisconsin. En el Censo de 2010 tenía una población de 3.434 habitantes y una densidad poblacional de 48,7 personas por km².

## Geografía
Janesville se encuentra ubicado en las coordenadas 42°43′9″N 89°4′57″O / 42.71917, -89.08250. Según la Oficina del Censo de los Estados Unidos, Janesville tiene una superficie total de 70.51 km², de la cual 69.38 km² corresponden a tierra firme y (1.6%) 1.13 km² es agua.

## Demografía
Según el censo de 2010, había 3.434 personas residiendo en Janesville. La densidad de población era de 48,7 hab./km². De los 3.434 habitantes, Janesville estaba compuesto por el 97.23% blancos, el 0.5% eran afroamericanos, el 0.23% eran amerindios, el 0.52% eran asiáticos, el 0% eran isleños del Pacífico, el 0.55% eran de otras razas y el 0.96% pertenecían a dos o más razas. Del total de la población el 2.04% eran hispanos o latinos de cualquier raza.